# Referendum über die Änderung des Familienrechts in Slowenien 2012
Am 25. März 2012 fand in Slowenien ein Referendum über ein Gesetz zur Änderung des Familiengesetzbuches statt, die von der  Regierungskoalition unter Führung von Borut Pahor verabschiedet wurde. Das Gesetz wurde von den Wählern mit 54,55 % abgelehnt.

## Vorgeschichte
Die Abänderung des Familienrechts wurde von der Regierung des ehemaligen Ministerpräsidenten Borut Pahor im Parlament am 16. Juni 2011 mit 43 zu 38 Stimmen in letzter Lesung angenommen. Die Gesetzesänderung sah eine rechtliche Ausweitung der seit 2006 bestehenden eingetragenen Partnerschaften für gleichgeschlechtliche Paare vor, die der Ehe mit Ausnahme der Volladoption gleichgestellt hätten werden sollen. Zudem wären die Rechte von Kindern mit den neuen Bestimmungen ausgeweitet worden, so dass körperliche Züchtigung von Kindern in Zukunft verboten gewesen wäre. Eine konservative Organisation namens „Slowenischen Zivilinitiative für die Familie und Kinderrechte“, angeführt von dem Aktivisten Aleš Primc (Mitglied der Slowenischen Volkspartei), sammelte mit Unterstützung der katholischen Kirche 80.000 Unterschriften um ein Referendum gegen die Gesetzesänderung zu erzwingen. Die Regierung wollte dieses noch verhindern und bat das Verfassungsgericht darum, zu klären, ob das Referendum mit der Verfassung vereinbar wäre, dieses entschied am 26. Dezember 2011 jedoch, dass das Referendum im Einklang mit der Verfassung stehe.

## Meinungsumfragen
Eine im Februar/März durchgeführte Umfrage des Meinungsforschungsinstitutes Delo ergab, dass 35,9 % dem Gesetz zustimmen wollen, während 26,3 % es ablehnen und 20,9 % bei dieser Frage unentschieden sind. Die restlichen 16,9 % der Befragten äußerten, sie würden sich nicht an dem Referendum beteiligen. An der Umfrage nahmen vom 29. Februar 2012 bis 1. März 2012 504 Personen teil.
In einer vom Meinungsforschungsinstitut Ninamedia vom 13. März 2012 bis 15. März 2012 durchgeführten Umfrage befürworteten 47,2 % der Befragten das Gesetz und 40,7 % wollten für die Aufhebung des Gesetzes stimmen, während 12,4 % unentschieden waren. Die Umfrage basierte auf Antworten von 700 Personen.
Eine weitere zwischen dem 14. März 2012 und dem 20. März 2012 durchgeführte Umfrage von Delo ergab, dass 46,9 % der Befragten das Gesetz bejahen und 26,9 % es ablehnen, während 16,4 % in dieser Frage unentschieden sind. Die restlichen 7,5 % wollten dazu keine Antwort geben. Unter denjenigen die auf jeden Fall oder wahrscheinlich am Referendum teilnehmen wollen, lag die Zustimmungsrate bei 60 %, die Ablehnungsrate bei 40 %.

## Ergebnis
Die Gesetzesänderung wurde mit einer Mehrheit der teilnehmenden Stimmberechtigten abgelehnt. Die Wahlbeteiligung lag bei niedrigen 30,31 %.
| Wahl                                                          | Stimmen   | %      |
| ------------------------------------------------------------- | --------- | ------ |
| Nein                                                          | 279,937   | 54,55  |
| Ja                                                            | 233,268   | 45,45  |
| Ungültige Stimmen                                             | 5,002     | 0.97   |
| Abgegebene Stimmen                                            | 518,207   | 100.00 |
| Stimmberechtigte                                              | 1,709,417 | 30,31  |
| Quelle: Government of Slovenia, Electoral Committee statement |           |        |